# Ocupación de Samoa alemana
La ocupación de Samoa alemana fue la toma (y posterior administración) de la colonia de Samoa alemana en el Pacífico por parte de Nueva Zelanda durante la Primera Guerra Mundial. Comenzó a finales de agosto de 1914 con los desembarcos de la Fuerza Expedicionaria de Samoa desde Nueva Zelanda. Los desembarcos no tuvieron oposición y los neozelandeses tomaron posesión de Samoa para el Gobierno de Nueva Zelanda en nombre del rey Jorge V. La Fuerza Expedicionaria de Samoa permaneció en el país hasta 1915, mientras su comandante, el coronel Robert Logan, continuó administrando Samoa en nombre del Gobierno de Nueva Zelanda hasta 1919. La toma de Samoa fue la primera acción militar de Nueva Zelanda en toda su historia.

## Trasfondo
Tras el estallido de la Primera Guerra Mundial el 5 de agosto, el gobierno de Nueva Zelanda autorizó el levantamiento de la Fuerza Expedicionaria neozelandesa (New Zealand Expeditionary Force, NZEF por sus siglas en inglés) para prestar servicio en la guerra. La movilización para la guerra ya había comenzado, y los preparativos comenzaron discretamente unos días antes. El día después de la declaración de guerra, el gobierno británico solicitó a Nueva Zelanda que se apoderara de la estación inalámbrica en Samoa alemana, un protectorado del Imperio Alemán, considerándolo "un gran y urgente servicio imperial".
Ya desde el gobierno de Richard Seddon, primer ministro de Nueva Zelanda de 1893 a 1906, Nueva Zelanda había aspirado a controlar Samoa. Incluso antes de la guerra, el Comandante de las Fuerzas Militares de Nueva Zelanda, el Major general Alexander Godley, había trazado planes para la ocupación de Samoa, quien creía que ésta sería de utilidad para el ejército de Nueva Zelanda en caso de un inicio de hostilidades. La solicitud británica fue aceptada de inmediato y se dieron instrucciones a Godley para que reuniera una fuerza compuesta específicamente encargada de este propósito.

## Preludio
Lo que se conocería como la Fuerza Expedicionaria de Samoa (SEF) se formó con voluntarios provenientes principalmente de los distritos militares de Auckland y Wellington. Incluía un componente de infantería, con tres compañías de infantería de los Regimientos 3.º (Auckland) y 5.º (Wellington), una batería de cañones de campaña, una sección de ingenieros, compañías de ingenieros ferroviarios y señalizadores, así como personal de la Royal Naval. Reserva, Cuerpo del Servicio del Ejército, una sección de Ambulancias de Campaña, así como enfermeras y capellanes. También hubo un destacamento de la New Zealand Post & Telegraph Company.
El coronel Robert Logan, miembro del New Zealand Staff Corps y comandante del Distrito Militar de Auckland, fue designado al mando de la SEF. En el momento de su primer desfile formal el 11 de agosto de 1914, la SEF estaba formada por más de 1.400 personas.
La SEF partió de Nueva Zelanda el 15 de agosto en un convoy de buques de transporte escoltado por las Fuerxas Navales de Nueva Zelanda con el HMS Philomel junto con el HMAS Pyramus y el HMAS Psyche. Los cruceros de escolta, todos barcos de clase "P", eran buques de tercera categoría considerados obsoletos y no rivales para la Escuadra de Asia Oriental del Vizeadmiral Maximilian von Spee con sus cruceros blindados SMS Scharnhorst y SMS Gneisenau. Por tanto, se dispuso que el convoy haría enlace en Fiyi con el moderno crucero de batalla HMAS Australia y el crucero francés Montcalm. Sin embargo, el día después de partir de Nueva Zelanda y sin que el gobierno de Nueva Zelanda lo supiera, el Almirantazgo británico decidió que el convoy se encontraría con las escoltas modernas en Numea, Nueva Caledonia.
Aquí se unieron al convoy el HMAS Australia y el Montcalm, junto con el crucero HMAS Melbourne, toda la expedición, ahora bajo el mando del contralmirante George Patey, se dirigió a Fiyi. Aquí varios miembros de la Legión de Fronteras e intérpretes de Samoa se unieron a la SEF y luego zarpó hacia Samoa el 27 de agosto.

## Desembarco y ocupación

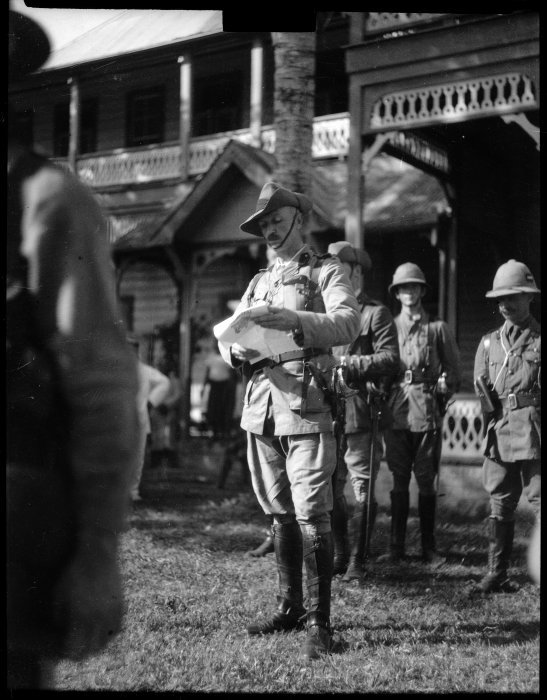
El coronel Robert Logan leyendo una proclama en Apia (Samoa), el 30 de agosto de 1914, día en que asumió la responsabilidad como administrador militar.

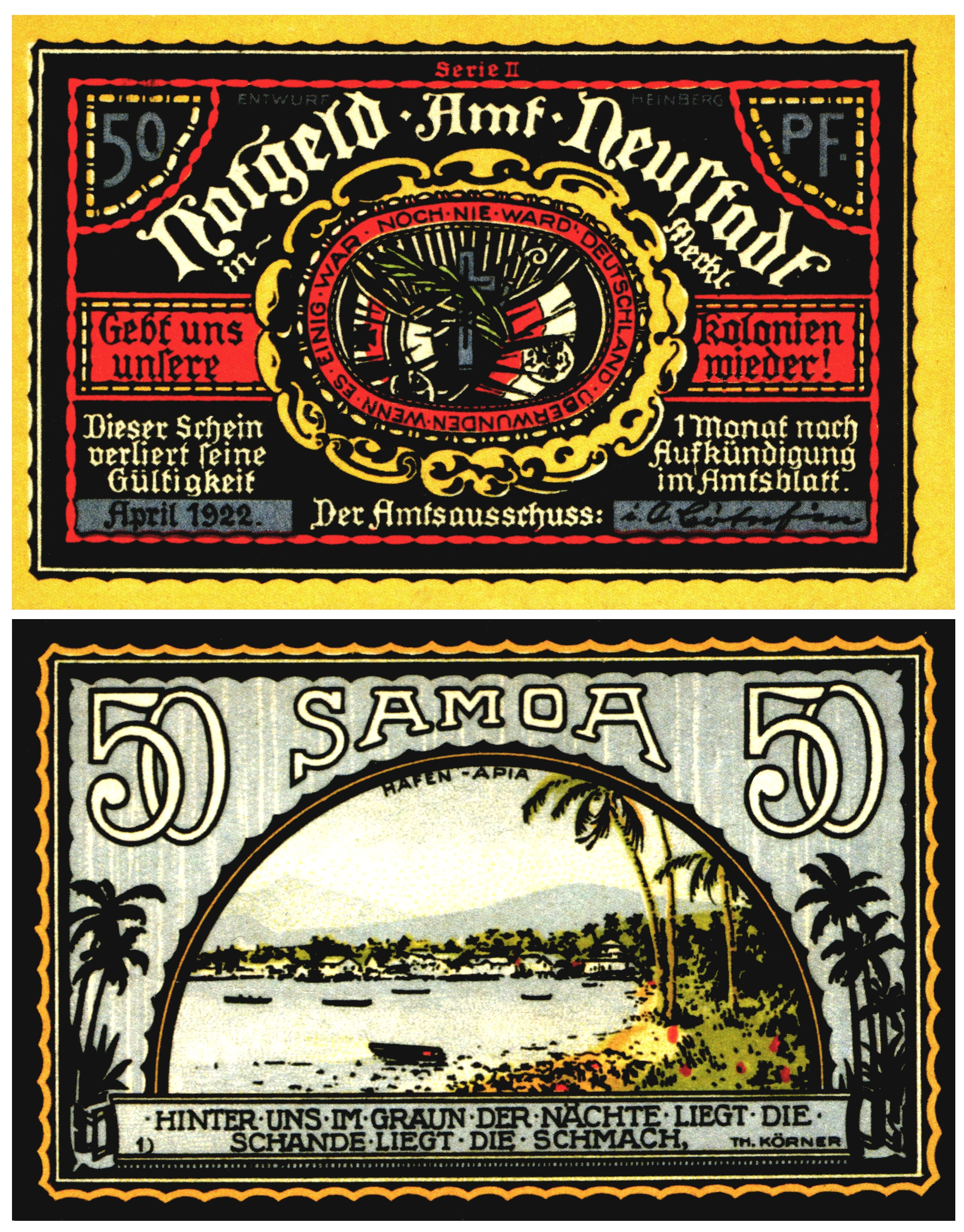
Billete de emergencia, fechado en 1922. El texto se queja de la pérdida de la colonia.

El convoy llegó frente a Apia, en la isla principal de Samoa, Upolu, en la mañana del 29 de agosto. En Apia, no había disposiciones defensivas y sólo había alrededor de 100 milicianos locales (conocidos como fita-fita) disponibles. La inteligencia proporcionada por las autoridades australianas ya había indicado que la oposición probablemente estaría formada por alrededor de 80 agentes con un grupo de oficiales alemanes junto con una cañonera. Sin embargo, los alemanes no podían contar con el apoyo de los samoanos para defender cualquier intento de desembarco. El Gobernador de Samoa Alemana, Erich Schultz-Ewerth, se dirigió a la estación inalámbrica al observar la aproximación del convoy.
Mientras los buques de guerra australianos, junto con el Montcalm, se mantenían alejados de Apia, el Psyche avanzó hacia el puerto de la ciudad bajo bandera de tregua. Se detectaron transmisiones desde la estación inalámbrica, pero cesaron siguiendo órdenes de Patey. Después de una hora, un mensaje de Schultz indicaba que aunque Alemania no entregaría oficialmente las islas de Samoa, no habría resistencia al desembarco de los neozelandeses. Al recibir esta noticia, los buques de transporte comenzaron a transferir a los soldados de Nueva Zelanda a lanchas y a transportarlos a la costa. Los edificios gubernamentales, incluida la oficina de correos y la central de telégrafos, fueron tomados a primera hora de la tarde y un grupo fue enviado a la estación inalámbrica, en las colinas a varios kilómetros de distancia, cerca de la terminal del ferrocarril Telefunken. Cuando llegaron los neozelandeses, cerca de la medianoche, los operadores alemanes habían saboteado gran parte del equipo dejándolo inoperativo. Las tropas se dispersaron a los campamentos y se les asignaron áreas de patrullaje.
Al día siguiente, se llevó a cabo un izamiento ceremonial de la Union Jack frente al palacio de justicia, y Logan declaró la ocupación de Samoa por el gobierno de Nueva Zelanda en nombre del rey Jorge V. El daño a la radio La estación impidió que se informara a Nueva Zelanda del éxito de la SEF hasta su reparación el 2 de septiembre. Mientras tanto, se descargaron provisiones de los buques de transporte y se construyó una línea de ferrocarril desde el puerto de Apia hasta la estación inalámbrica.
Habiendo completado sus tareas de escolta y con Samoa ahora asegurada, los barcos australianos, más el Montcalm, partieron para unirse a la Fuerza Expedicionaria Militar y Naval de Australia, que tenía la tarea de capturar la Nueva Guinea Alemana. Durante los días siguientes, los cruceros clase P restantes también partieron; dos navegaron hacia Samoa Americana y Tonga (esta última parte de los territorios británicos del Pacífico Occidental) para informar a las autoridades respectivas de la ocupación de la Samoa alemana. El Pyramus llevó a cinco prisioneros alemanes, incluido Schultz, a Fiji.
Los cruceros alemanes Scharnhorst y Gneisenau se dirigieron apresuradamente a Samoa después de que el almirante von Spee se enterara de la ocupación. Llegó a Apia el 14 de septiembre, tres días después de la partida del último de los cruceros y transportes aliados. Se observó la aproximación de los barcos alemanes y los neozelandeses rápidamente tripularon sus defensas mientras muchos civiles, temiendo intercambios de disparos, se dirigieron a las colinas. En ese momento se había instalado artillería en la playa, pero no hubo intercambio de disparos. Un historiador, Ian McGibbon, escribió que esto probablemente se debió a los temores de von Spee de dañar la propiedad alemana si abriera fuego. En cambio, von Spee partió y desembarcó un pequeño grupo más abajo en la costa y aprendió de un alemán residente allí la aparente fuerza de la ocupación. Posteriormente, las patrullas enviadas a la zona internaron al residente alemán. Según el historiador J. A. C. Gray, von Spee consideró que un desembarco de las fuerzas bajo su control sólo sería una ventaja temporal en un mar dominado por los aliados, por lo que los barcos alemanes se dirigieron a Tahití, parte de la Polinesia francesa. Aquí, al no tener que preocuparse por el bienestar de la población local y sus propiedades, von Spee dirigiría el bombardeo de Papeete. Luego se reunió con el resto de su flota y se dirigió a Sudamérica.

## Consecuencias

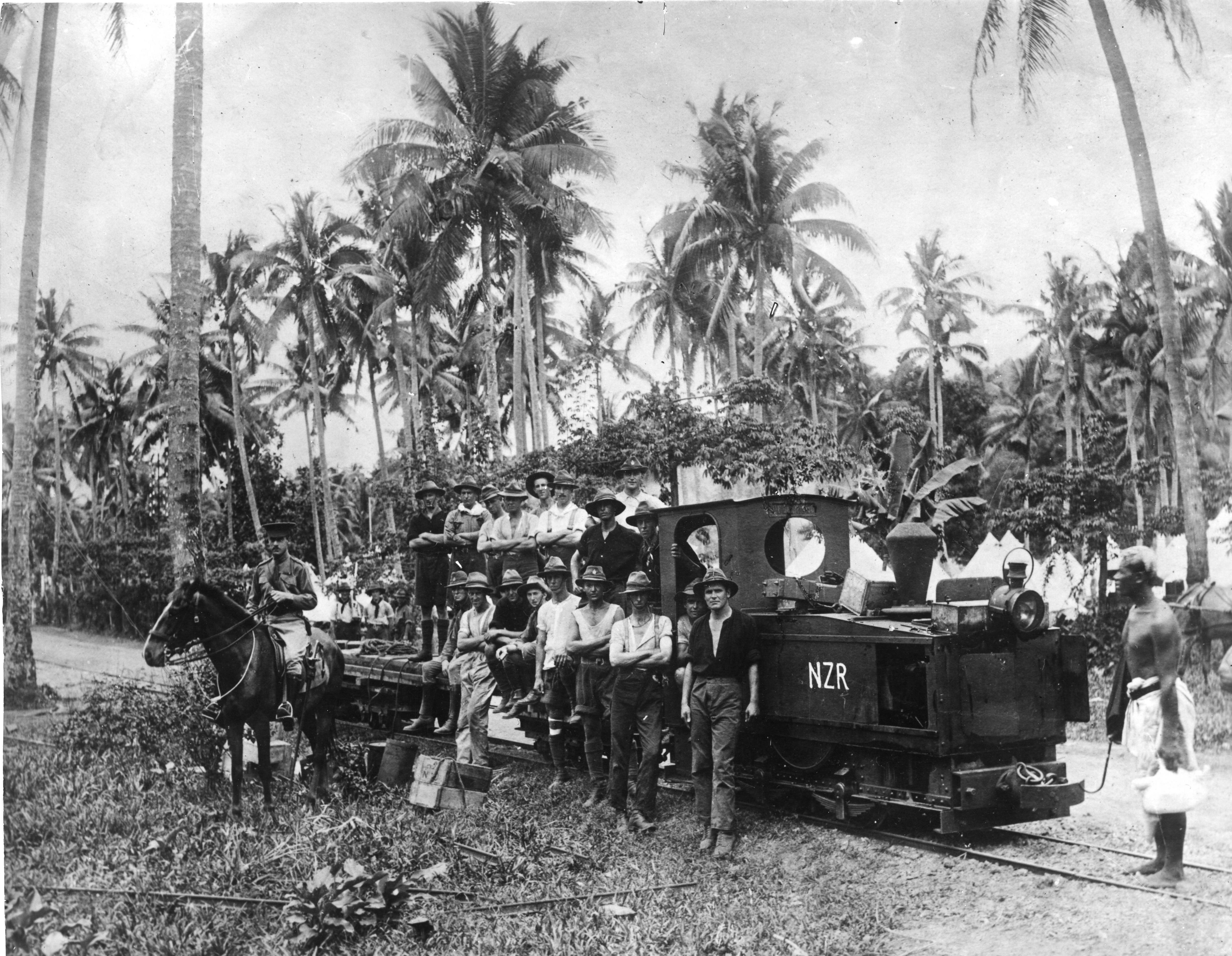
Tropas neozelandesas en Samoa, c. 1914–15.

La SEF permaneció en Samoa hasta marzo de 1915, momento en el que comenzó a regresar a Nueva Zelanda. Una pequeña fuerza de socorro llegó a Apia el 3 de abril y el buque de transporte de tropas que los llevó a Samoa transportó lo último del SEF de regreso a Nueva Zelanda. Logan permaneció y continuaría administrando el país en nombre del gobierno de Nueva Zelanda hasta 1919. Su mandato fue controvertido porque manejó significativamente mal la llegada de la pandemia de gripe española en noviembre de 1918, lo que provocó más de 7 500 muertos.
Desde 1920 hasta la independencia de Samoa en 1962, Nueva Zelanda gobernó las islas como Territorio en Fideicomiso de Samoa Occidental, primero como Mandato Clase C de la Sociedad de Naciones, y luego desde 1945 como Territorio en Fideicomiso de la ONU.